# Listă de filme noir din anii 1940
Aceasta este o listă de filme noir din anii 1940:

## Filme noir americane din anii 1940
- 1940
  - Angels Over Broadway
  - Stranger on the Third Floor
  - They Drive by Night
- 1941
  - Among the Living
  - Blues in the Night
  - Citizen Kane
  - Crossroads
  - The Face Behind the Mask
  - The Glass Key
  - High Sierra
  - I Wake Up Screaming
  - Out of the Fog
  - Johnny Eager
  - Kid Glove Killer
  - Ladies in Retirement
  - The Maltese Falcon
  - Moontide
  - Rage in Heaven
  - The Shanghai Gesture
  - Street of Chance
  - This Gun for Hire
  - A Woman's Face
- 1943
  - The Fallen Sparrow
  - Journey into Fear
  - The Seventh Victim
  - Whispering Footsteps
- 1944
  - Asigurare de moarte
  - Bluebeard
  - Christmas Holiday
  - Dark Waters
  - Experiment Perilous
  - Guest in the House
  - Laura
  - The Lodger
  - The Mark of the Whistler
  - The Mask of Dimitrios
  - Ministry of Fear
  - Murder, My Sweet (aka Farewell, My Lovely)
  - Phantom Lady
  - The Suspect
  - Voice in the Wind
  - When Strangers Marry
  - The Whistler
  - The Woman in the Window
- 1945
  - Bewitched
  - Circumstantial Evidence
  - Conflict
  - Cornered
  - Criminal Court
  - Danger Signal
  - Detour
  - Escape in the Fog
  - Fallen Angel
  - Hangover Square
  - The House on 92nd Street
  - Jealousy
  - Johnny Angel
  - Mildred Pierce
  - My Name is Julia Ross
  - Scarlet Street
  - The Spider
  - The Strange Affair of Uncle Harry
  - Strange Illusion (aka Out of the Night)
  - Two O'Clock Courage
  - The Unseen
  - Voice of the Whistler
- 1946
  - The Big Sleep
  - Black Angel
  - The Blue Dahlia
  - The Chase
  - Cloak and Dagger
  - Crack-Up
  - The Dark Corner
  - Deadline at Dawn
  - Deception
  - Decoy
  - Dressed To Kill
  - Dublă enigmă
  - Fear
  - Gilda
  - The Killers
  - The Locket
  - The Mysterious Mr. Valentine
  - Night Editor
  - Nobody Lives Forever
  - Nocturne
  - The Postman Always Rings Twice
  - Shadowed
  - Shadow of a Woman
  - Shock
  - So Dark the Night
  - Somewhere in the Night
  - The Spiral Staircase
  - Strange Impersonation
  - The Strange Love of Martha Ivers
  - The Strange Woman
  - The Stranger
  - Suspense
  - Temptation
  - Three Strangers
  - Tomorrow Is Forever
  - Undercurrent
  - The Verdict
  - Wife Wanted
- 1947
  - Backlash
  - Blackmail
  - Blind Spot
  - Body and Soul
  - Boomerang
  - Born to Kill
  - The Brasher Doubloon
  - Brute Force
  - Bury Me Dead
  - Calcutta
  - Crossfire
  - Daisy Kenyon
  - Dark Passage
  - Dead Reckoning
  - Desert Fury
  - Desperate
  - The Devil Thumbs a Ride
  - A Double Life
  - Fall Guy
  - Fear in the Night
  - Framed
  - The Gangster
  - The Guilty
  - High Tide
  - High Wall
  - Johnny O'Clock
  - Kiss of Death
  - Lady in the Lake
  - Lighthouse
  - The Long Night
  - Lured
  - The Man I Love
  - Moss Rose
  - Nightmare Alley
  - Nora Prentiss
  - Out of the Past
  - The Paradine Case
  - Possessed
  - The Pretender
  - Railroaded!
  - The Red House
  - Ride the Pink Horse
  - Shoot to Kill
  - They Won't Believe Me
  - T-Men
  - The Two Mrs. Carrolls
  - The Unfaithful
  - The Unsuspected
  - Violence
  - The Web
  - Whispering City
  - The Woman on the Beach
- 1948
  - The Amazing Mr. X (aka The Spiritualist)
  - Assigned to Danger
  - Behind Locked Doors
  - Berlin Express
  - The Big Clock
  - Blonde Ice
  - Bodyguard
  - Call Northside 777
  - Canon City
  - Cry of the City
  - The Dark Past
  - Force of Evil
  - He Walked by Night
  - Hollow Triumph (aka The Scar)
  - The Hunted
  - I Love Trouble
  - I Walk Alone
  - I Wouldn't Be in Your Shoes
  - Key Largo
  - Kiss the Blood Off My Hands
  - The Lady from Shanghai
  - Money Madness
  - The Naked City
  - Night Has a Thousand Eyes
  - Pitfall
  - Race Street
  - Raw Deal
  - Road House
  - Rope
  - Ruthless
  - Secret Beyond the Door
  - Sleep, My Love
  - So Evil My Love
  - Sorry, Wrong Number
  - The Street with No Name
  - They Live by Night
  - To the Ends of the Earth
  - Walk a Crooked Mile
- 1949
  - Abandoned (aka Abandoned Woman)
  - The Accused
  - Act of Violence
  - Beyond the Forest
  - The Big Steal
  - Border Incident
  - The Bribe
  - Caught
  - Champion (1949 film)
  - Chicago Deadline
  - City Across the River
  - The Clay Pigeon
  - Criss Cross
  - The Crooked Way
  - A Dangerous Profession
  - Flamingo Road
  - Flaxy Martin
  - Follow Me Quietly
  - Gun Crazy (aka Deadly Is the Female)
  - House of Strangers
  - Impact
  - I Married a Communist (aka The Woman on Pier 13)
  - Jigsaw
  - Johnny Allegro
  - Johnny Stool Pigeon
  - Knock on Any Door
  - Manhandled
  - Moonrise
  - Port of New York
  - The Reckless Moment
  - Red Light
  - Scene of the Crime
  - The Set-Up
  - Shockproof
  - Tension
  - The Third Man
  - The Threat
  - Thieves' Highway
  - Too Late for Tears
  - Trapped
  - The Undercover Man
  - Whirlpool
  - White Heat
  - The Window
  - A Woman's Secret
  - Undertow

### Filme noir color
- Leave Her to Heaven (1945)
- Desert Fury (1947)
- Rope (1948)

## Filme noir non-americane din anii 1940
- Contraband (1940) (Marea Britanie)
- Le Corbeau (The Raven) (1943) (Franța)
- Ossessione (1943) (Italia)
- Brighton Rock (1947) (Marea Britanie)
- It Always Rains on Sunday (1947) (Marea Britanie)
- Odd Man Out (1947) (Marea Britanie)
- Panique (1947) (Franța)
- Quai des Orfèvres (1947) (Franța)
- They Made Me a Fugitive (1947) (Marea Britanie)
- Dédée d'Anvers (1948) (Franța)
- Drunken Angel (1948) (Japonia)
- Une si jolie petite plage (Riptide) (1949) (Franța)
- Salón México (1949) (Mexic)
- The Small Back Room (1949) (Marea Britanie)
- Stray Dog (1949) (Japonia)
- The Third Man (1949) (Marea Britanie)

## Comedii-noir
- Whistling in the Dark (1941)
- Fly-by-Night (1942)
- Arsenic and Old Lace (1944)
- Hail the Conquering Hero (1944)
- The Miracle of Morgan's Creek (1944)
- They've Got Me Covered (1944)
- Lady on a Train (1945)
- Murder He Says (1945)
- Wonder Man (1945)
- Hard Boiled Mahoney (1947)
- Monsieur Verdoux (1947)
- My Favorite Brunette (1947)
- The Secret Life of Walter Mitty (1947)
- Unfaithfully Yours (1948)

## Western-noir
- Ramrod (1947)
- Pursued (1947)
- Blood on the Moon (1948)
- Colorado Territory (1948)
- The Man from Colorado (1948)
- Station West (1948)
- Yellow Sky (1949)

## Alte genuri
- The Brute Man (1946)— horror-noir
- Reign of Terror (sauThe Black Book) (1949)